# Ernest Delbet
Pour les articles homonymes, voir Delbet.
Ernest Pierre Julien Delbet, né à Barbonne-Fayel (Marne) le 9 octobre 1831 et mort à Paris le 9 décembre 1908, est un médecin, sociologue et homme politique français. 
Il a notamment été maire de La Ferté-Gaucher, député radical de  Seine-et-Marne de 1893 à 1908, et président du conseil général de Seine-et-Marne. Il est le fondateur du Collège libre des sciences sociales et de la Société des universités populaires et l'un des
exécuteurs testamentaires d'Auguste Comte.

## Biographie

### Sa formation
Il entreprend des études classiques à l'institution Massin à Paris, dont les élèves suivent les cours du lycée Charlemagne. Dès ces années lycéennes, il entre en relation avec Auguste Comte sur la recommandation de son beau-frère, le docteur Cousin, de La Ferté-Gaucher. Inscrit à la Faculté de médecine, il est reçu docteur le 13 juin 1854

### Député de Seine-et-Marne (1893-1908)
Maire et conseiller général de La Ferté-Gaucher. En 1893, il se présente à la députation pour la première fois et il est élu au deuxième tour, sous l'étiquette radical. Il est réélu dès le premier tour en 1898, puis en 1906. Il adhère à une ligne nettement républicaine et s'inscrit au groupe de la Gauche démocratique, puis au groupe radical de la Chambre des députés. Dans une de ses professions de foi, il affirme : « Je resterai toujours inflexible en principe, conciliant en fait, modéré dans la forme, passionné pour la chose sociale. »
À la chambre des députés, il poursuit son action sociale au sein de la Commission de l'hygiène publique et à la Commission de prévoyance sociale. Partisan de la séparation de l'Église et de l'État, il vote la loi contre les congrégations et la loi sur les associations républicaines. Il soutient les gouvernements radicaux.
Il est décédé en cours de mandat le 10 décembre 1908.
Marié à Maria Olympe Aviat, il est le père du docteur Pierre Delbet.

### Divers
Membre de la Société d'économie sociale, il est envoyé en mission, en 1857, au Moyen-Orient, notamment en Égypte, en Syrie et en Asie Mineure.
Le 12 mars 1899 est créée La Coopération des idées-Société des Universités Populaires ; Delbet assiste le président Gabriel Séailles.

## Sources
- « Ernest Delbet », dans le Dictionnaire des parlementaires français (1889-1940), sous la direction de Jean Jolly, PUF, 1960 [détail de l’édition]